# ژیوکو (روستا)
ژیوکو (به بلغاری: Zhivko) یک منطقهٔ مسکونی در بلغارستان است که در شهرستان گابروو واقع شده‌است.